# ジョン・ヴェレカー (第6代ゴート子爵)
第6代ゴート子爵ジョン・スタンディッシュ・サーティーズ・プレンダーガスト・ヴェレカー（英語: John Standish Surtees Prendergast Vereker, 6th Viscount Gort, VC, GCB, CBE, DSO& Two Bars, MVO, MC, 1886年7月10日 - 1946年3月31日）は、イギリスの陸軍軍人、貴族、政治家。
アイルランド貴族の家に生まれ、陸軍軍人となり、1937年から1939年まで帝国参謀総長を務めた。第二次世界大戦前期には海外派遣軍司令官を務めてドイツ軍の西方電撃戦を迎え討つも、敗北してダンケルクの撤退を行った。その後は大英帝国各地の総督職を歴任した。

## 経歴

### 一次大戦まで
1886年7月10日、アイルランド貴族の第5代ゴート子爵ジョン・ヴェレカーとその妻エレノア(小説家ロバート・スミス・サーティーズの娘)の間の長男としてロンドンに生まれる。
1902年8月15日に父の死により第6代ゴート子爵位を継承した。
ハーロー校を経てサンドハースト王立陸軍士官学校に官学校へ進学。1905年8月にグレナディアガーズに少尉として入隊。1910年5月のエドワード7世の大葬では葬列のグレナディアガーズ分遣隊を指揮した。この実績により、ロイヤル・ヴィクトリア勲章5等（現在のメンバーに相当）に叙された。
その後、英自治領カナダへ行き、ヘラジカの狩猟をして楽しんでいたが、インド人案内係を誤って撃ち殺してしまう狩猟事故を起こしたため、イギリスへ帰国した。
1914年から1918年まで第一次世界大戦に従軍。何度も負傷して、8回殊勲者公式報告書に記載され、さらにヴィクトリア十字章を受章する活躍をした。終戦までに少佐に昇進した。

### 戦間期
戦後キャンバリー参謀大学に入学。1920年に卒業するとロンドン軍管区に勤務。1921年1月には中佐に昇進し、1921年から1923年まで参謀大学教官となる。1924年から再びロンドン軍管区に勤務。1925年1月に大佐に昇進し、1926年にはロンドン軍管区参謀長となる。1927年には上海派遣軍の参謀長となる。上海からイギリスに帰国した後、コルチェスター駐留の第4師団参謀長に就任。
1930年にグレナディアガーズ司令官、第4近衛旅団本部の司令官となる。1932年11月には准将に昇進するとともに英領インドの軍事訓練所の所長に就任。1935年11月には少将に昇進し、1936年にイギリスへ帰国し、参謀大学司令官に任じられる。1937年9月には中将に昇進するとともに軍事大臣に就任。同年12月には大将に昇進するとともに帝国参謀総長に就任。

### 第二次世界大戦
1939年9月に第二次世界大戦が開戦すると海外派遣軍の司令官に就任し、フランスに派遣されたが、1940年5月からはじまったドイツ軍の西方電撃戦でドイツ装甲部隊の素早い進撃によりベルギー・北フランスで切り離されて孤立させられた。全滅の危機に晒されたが、ダンケルクの撤退に成功して英本土へ逃れた。
1941年4月、国王ジョージ6世より英領ジブラルタル総督に任じられた。ジブラルタルは大英帝国のシンボルであり、もしスペインがドイツ側で参戦した場合、攻撃される可能性があった。ついで1942年4月にはドイツ空軍の激しい空襲を受けていた英領マルタの総督に任じられた。1943年1月に負傷の治療で一時的にイギリスに帰国した際、国王の決定で元帥に昇進した。

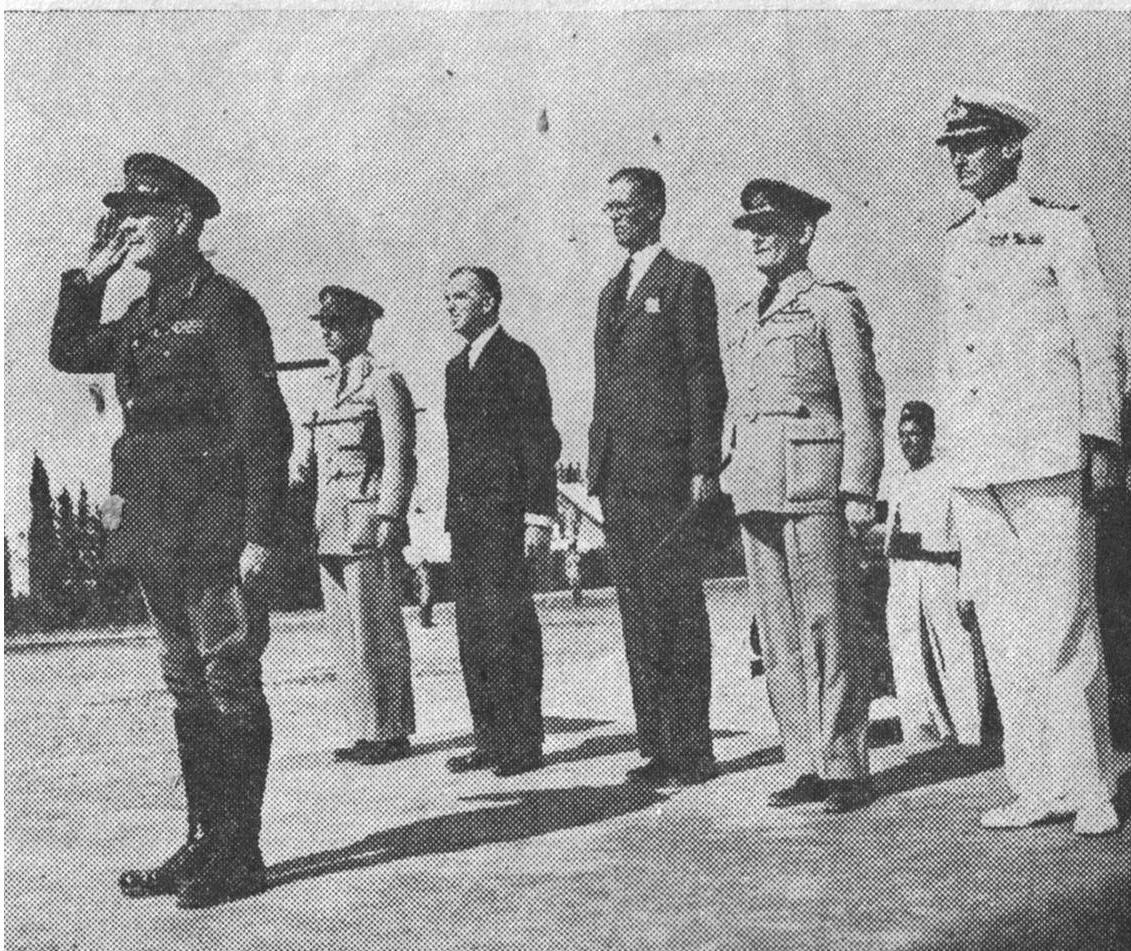
英委任統治領パレスチナに高等弁務官として赴任したゴート子爵。

1944年10月には英委任統治領パレスチナの高等弁務官に就任。彼の統治下でユダヤ人とアラブ人の対立は激化していった。しかも大英帝国の支配は両陣営から拒絶されていった。

### 晩年と死去
パレスチナの不衛生な環境に耐えられず、1945年後半から病を患うようになり、1945年11月に英本土に召喚された。
1946年2月には連合王国貴族としてのゴート子爵位を与えられ、貴族院に議席を得たが、3月31日にはケントの娘婿の自邸ペンズハースト・プレイスで死去した。ペンズハースト・セントジョン・パプティマス教会に葬られた。存命の男子がなかったため、連合王国貴族ゴート子爵位は継承者なく消滅した。一方アイルランド貴族爵位のゴート子爵位は弟スタンディッシュが継承した。

## 栄典

### 爵位

ヴェレカー個人の紋章。

- 1902年8月15日、第6代ゴールウェイ県のゴート子爵(1816年創設アイルランド貴族爵位)
- 1902年8月15日、第6代ゴールウェイ県のゴートのキルタートン男爵(1810年創設アイルランド貴族爵位)
- 1946年2月8日、初代ダラム州のハムスタリーのゴート子爵(連合王国貴族爵位)[3]

### 勲章
- 1910年、 ロイヤル・ヴィクトリア勲章5等 (MVO)[3]
- 1915年6月23日、 ミリタリー・クロス（英語版）(MC)[5]
- 1917年6月、 殊功勲章(DSO) (飾板2個 (1917（9月）,1918))[3]
- 1918年11月27日、 ヴィクトリア十字章 (VC)[3]
- 1928年、 大英帝国勲章コマンダー (CBE)[3]
- バス勲章
  - 1937年、コンパニオン (CB)[3]
  - 1938年、コマンダー (KCB)[3]
  - 1940年、ナイト・グランド・クロス (GCB)[3]

## 家族
1911年に又従兄妹（はとこ）のコリーナ・ヴェレカー (1891-1940) と結婚。彼女との間に以下の息子2人と娘1人を儲けた。
- 第1子（長男）チャールズ・スタンディッシュ・ヴェレカー (1912-1941)：グレナディアガーズの少尉となるも、交通事故で負傷して自殺[8][9]。
- 第2子（次男）ジョスリン・セシル・ヴェレカー (1913-1915)：夭折
- 第3子（長女）ジャクリーン・コリーナ・イボンヌ・ヴェレカー (1914-1962)：第5代ド・ライル・アンド・ダドリー男爵（英語版）ウィリアム・シドニーと結婚。